# آرمسترانگ ویتورث ای. دابلیو.۱۶
آرمسترانگ ویتورث ای. دابلیو.۱۶ (به انگلیسی: Armstrong Whitworth A.W.16) یک هواگرد ساختِ کارخانهٔ آرمسترانگ ویتورث ایرکرفت در کشور بریتانیا است. این هواگرد برای نخستین بار در ۱۹۳۰ میلادی مورد استفاده قرار گرفت.